# Kujkelammstjärnen
Kujkelammstjärnen är en sjö i Vansbro kommun i Dalarna och ingår i Norrströms huvudavrinningsområde.